# Vergranne
Vergranne est une commune française située dans le département du Doubs, la région culturelle et historique de Franche-Comté et la région administrative Bourgogne-Franche-Comté.

## Géographie

### Toponymie
Vergranne en 1289 ; Vergrainnes en 1424 ; Vergrannes en 1535 ; Vaulgrannes en 1540 ; Vegraines en 1580 ; Vergranne depuis 1671.

### Climat
Pour des articles plus généraux, voir Climat de la Bourgogne-Franche-Comté et Climat du Doubs.
En 2010, le climat de la commune est de type climat de montagne, selon une étude du Centre national de la recherche scientifique s'appuyant sur une série de données couvrant la période 1971-2000. En 2020, Météo-France publie une typologie des climats de la France métropolitaine dans laquelle la commune est exposée à un climat semi-continental et est dans la région climatique  Jura, caractérisée par une forte pluviométrie en toutes saisons (1 000 à 1 500 mm/an), des hivers rigoureux et un ensoleillement médiocre. 
Pour la période 1971-2000, la température annuelle moyenne est de 9,5 °C, avec une amplitude thermique annuelle de 17,2 °C. Le cumul annuel moyen de précipitations est de 1 181 mm, avec 12,9 jours de précipitations en janvier et 10,7 jours en juillet. Pour la période 1991-2020, la température moyenne annuelle observée sur la station météorologique de Météo-France la plus proche, « Branne_sapc », sur la commune de Branne à 7 km à vol d'oiseau, est de 11,1 °C et le cumul annuel moyen de précipitations est de 1 127,0 mm. 
La température maximale relevée sur cette station est de 39 °C, atteinte le 7 août 2015 ; la température minimale est de −19,8 °C, atteinte le 20 décembre 2009,,. 
Les paramètres climatiques de la commune ont été estimés pour le milieu du siècle (2041-2070) selon différents scénarios d'émission de gaz à effet de serre à partir des nouvelles projections climatiques de référence DRIAS-2020. Ils sont consultables sur un site dédié publié par Météo-France en novembre 2022.

## Urbanisme

### Typologie
Au 1er janvier 2024, Vergranne est catégorisée commune rurale à habitat dispersé, selon la nouvelle grille communale de densité à 7 niveaux définie par l'Insee en 2022.
Elle est située hors unité urbaine et hors attraction des villes,.

### Occupation des sols
L'occupation des sols de la commune, telle qu'elle ressort de la base de données européenne d’occupation biophysique des sols Corine Land Cover (CLC), est marquée par l'importance des territoires agricoles (71,3 % en 2018), une proportion identique à celle de 1990 (71,3 %). La répartition détaillée en 2018 est la suivante : 
zones agricoles hétérogènes (32,9 %), prairies (29 %), forêts (28,7 %), terres arables (9,3 %). L'évolution de l’occupation des sols de la commune et de ses infrastructures peut être observée sur les différentes représentations cartographiques du territoire : la carte de Cassini (XVIIIe siècle), la carte d'état-major (1820-1866) et les cartes ou photos aériennes de l'IGN pour la période actuelle (1950 à aujourd'hui).

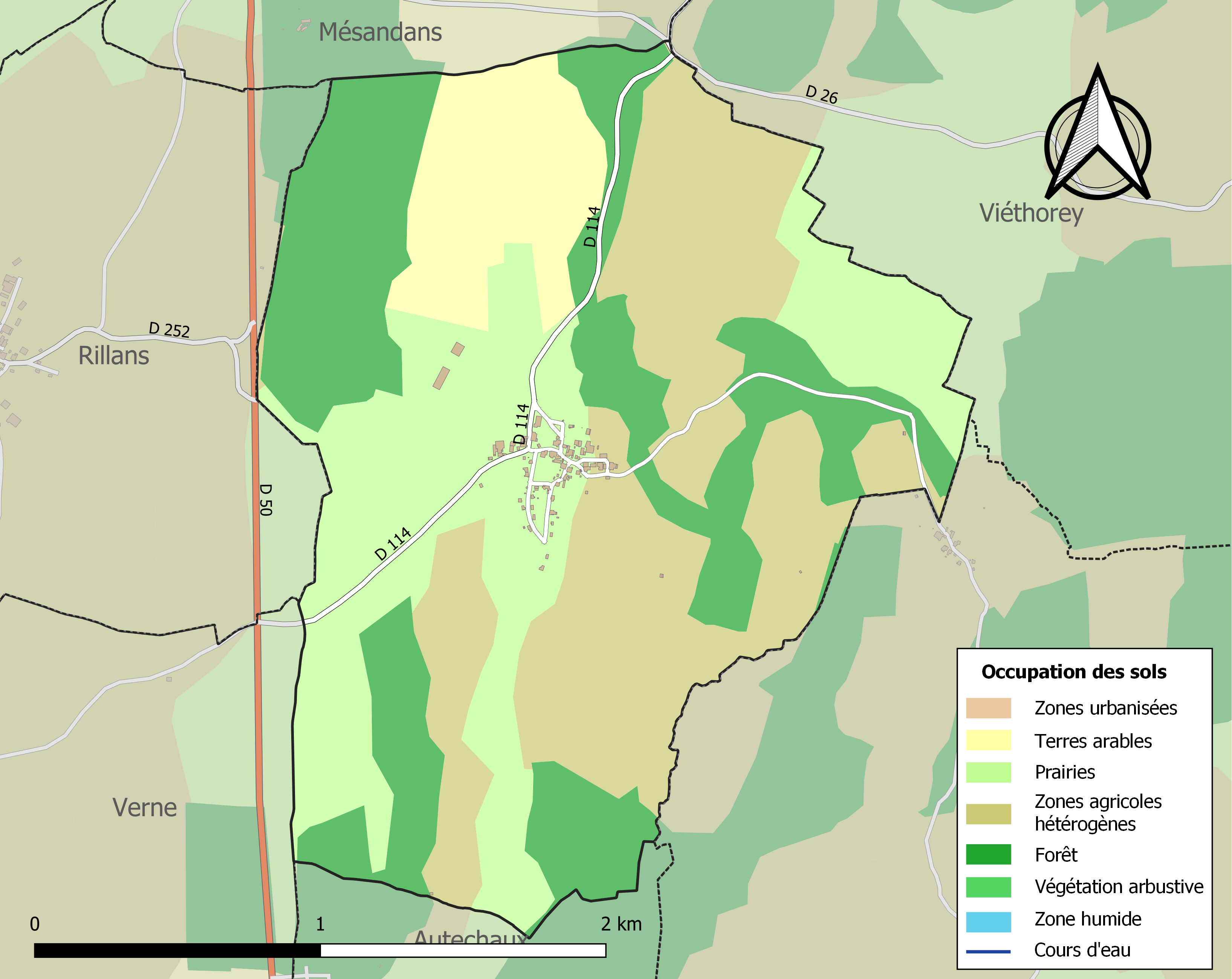
Carte des infrastructures et de l'occupation des sols de la commune en 2018 (CLC).

## Histoire
On a mis au jour dans une carrière voisine de la commune une dent humaine d'enfant, découverte assez extraordinaire étant donné l'âge du gisement (- 400 000 ans) qui fait maintenant référence dans cet étage du quaternaire en Europe. Ce qui est confirmé pour toutes les autres formes de macro et microfaune découvertes sous ce gisement (rhinocéros laineux, ours, cheval, loup...). C'est donc à ce jour une des plus anciennes traces de l'Homme en France, mais beaucoup plus récentes que celles de la grotte du vallonnet à Roquebrune-Cap-Martin.

## Politique et administration
| Période    | Période                     | Identité                                     | Étiquette | Qualité     |
| ---------- | --------------------------- | -------------------------------------------- | --------- | ----------- |
| avant 1995 | ?                           | Robert Marchevet                             |           |             |
| mars 2001  | 2008                        | Jean-Claude Faure                            |           |             |
| mars 2008  | 2014                        | Jean-Claude Marc                             |           |             |
| mars 2014  | En cours (au 1er juin 2020) | Didier Cuenot Réélu pour le mandat 2020-2026 | SE        | Agriculteur |

## Démographie
L'évolution du nombre d'habitants est connue à travers les recensements de la population effectués dans la commune depuis 1793. Pour les communes de moins de 10 000 habitants, une enquête de recensement portant sur toute la population est réalisée tous les cinq ans, les populations de référence des années intermédiaires étant quant à elles estimées par interpolation ou extrapolation. Pour la commune, le premier recensement exhaustif entrant dans le cadre du nouveau dispositif a été réalisé en 2005.

En 2022, la commune comptait 117 habitants, en évolution de +7,34 % par rapport à 2016 (Doubs : +1,88 %, France hors Mayotte : +2,11 %).
| 1793 | 1800 | 1806 | 1821 | 1831 | 1836 | 1841 | 1846 | 1851 |
| ---- | ---- | ---- | ---- | ---- | ---- | ---- | ---- | ---- |
| 158  | 179  | 182  | 196  | 205  | 217  | 204  | 179  | 196  |

| 1856 | 1861 | 1866 | 1872 | 1876 | 1881 | 1886 | 1891 | 1896 |
| ---- | ---- | ---- | ---- | ---- | ---- | ---- | ---- | ---- |
| 175  | 162  | 156  | 147  | 161  | 152  | 145  | 124  | 135  |

| 1901 | 1906 | 1911 | 1921 | 1926 | 1931 | 1936 | 1946 | 1954 |
| ---- | ---- | ---- | ---- | ---- | ---- | ---- | ---- | ---- |
| 140  | 126  | 108  | 88   | 87   | 96   | 78   | 90   | 80   |

| 1962 | 1968 | 1975 | 1982 | 1990 | 1999 | 2005 | 2006 | 2010 |
| ---- | ---- | ---- | ---- | ---- | ---- | ---- | ---- | ---- |
| 80   | 82   | 60   | 71   | 77   | 98   | 113  | 126  | 110  |

| 2015 | 2020 | 2022 | - | - | - | - | - | - |
| ---- | ---- | ---- | - | - | - | - | - | - |
| 107  | 118  | 117  | - | - | - | - | - | - |

## Lieux et monuments
- L'oratoire - Datant du XVIIIe siècle, il est composé d'un pignon couronné d'un clocheton surmonté d'une boule et d'une croix. Dans l'épaisseur du massif est évidée une niche cintrée, fermée d'une grille en fer forgé protégeant une statue de la Vierge. Au-dessus est sculpté un écusson entouré de lambrequins : une aigle éployée, mise en bande, avec les lettres C.F.B. (Claude-François Besançon) et la date 1777[1].
- L'étang du village couvert de nénuphars qui apporte une touche de verdure très agréable.

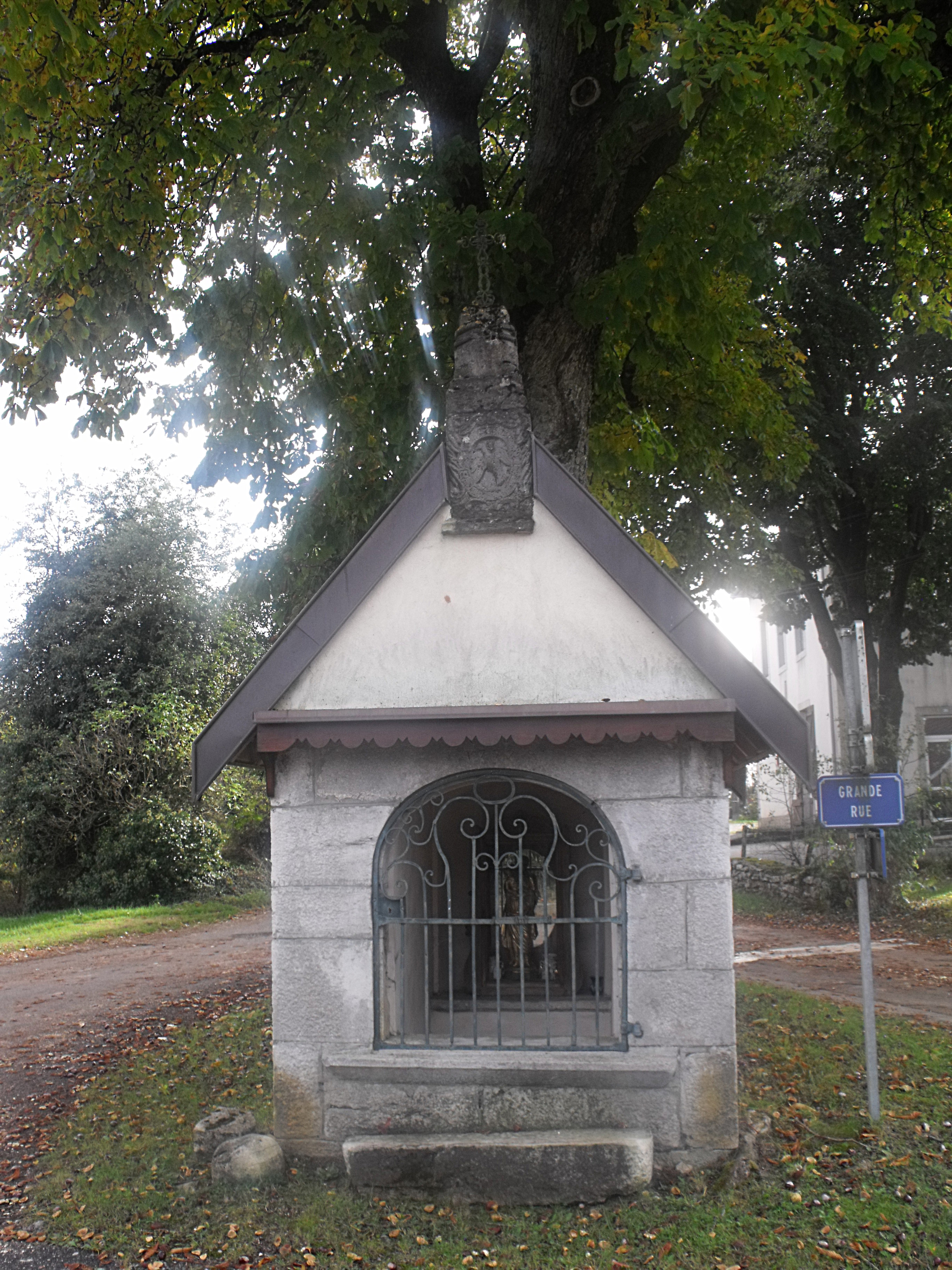
L'oratoire.
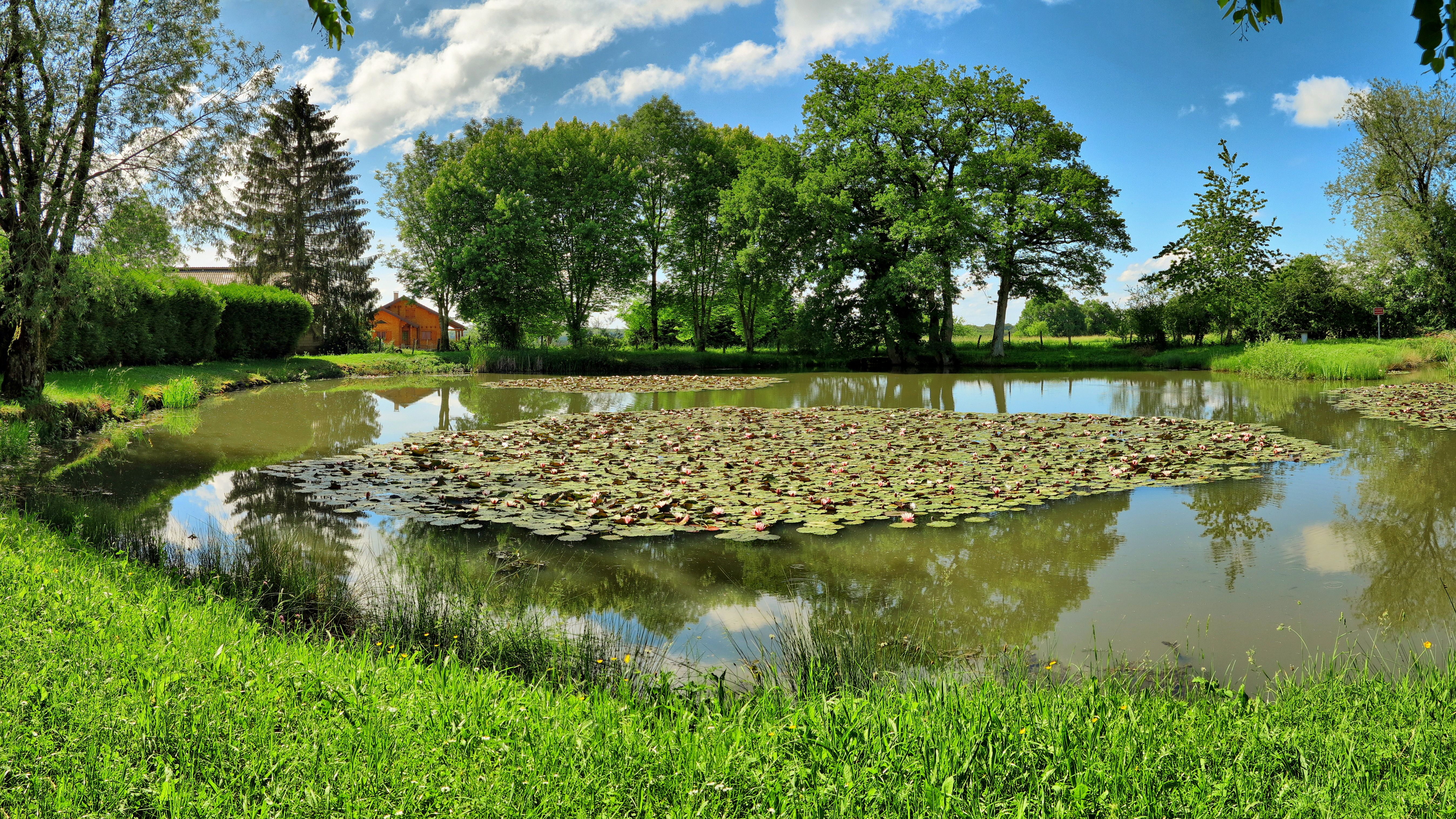
L'étang du village.

### Articles de Wikipédia
- Anciennes communes du Doubs
- Communes du Doubs